# Linking pin model
Het linking pin model is een door Rensis Likert ontwikkeld communicatiemodel, waarbij men tot duidelijke taakstellingen moet komen voor de verschillende afdelingen binnen een bedrijf.
Door duidelijk af te spreken wanneer, hoe en waarom met verschillende groepen wordt vergaderd, wordt de basis gelegd om als bedrijf steeds verder te verbeteren. Het zorgt voor de coördinatie tussen verschillende lagen van een organisatie: bv. management, planning, staffing, uitvoerende arbeiders enzovoorts. Het gaat ervan uit dat er een manager is die leiding geeft aan een bepaalde groep medewerkers waarbij hij werkoverleg voert. Zelf behoort de manager ook tot een groep managers. Tussen deze twee groepen is de manager de linking pin, de tussenschakel. Op die wijze zijn alle betrokken actoren met elkaar verbonden, opdat taakverdeling en coördinatie optimaal kan plaatsvinden. 